# Шнауц, Томас
Томас Шнауц (англ. Thomas Schnauz) — американский продюсер и сценарист телевидения. Его работы включают сериалы «Секретные материалы», «Одинокие стрелки», «Крадущийся в ночи», «Жнец», «Во все тяжкие» и «Лучше звоните Солу».

## Личная жизнь
Шнауц родился в Нью-Джерси. Он посещал школу искусств Тиша Нью-Йоркского университета, где он впервые встретил однокурсника Винса Гиллигана. Шнауц окончил Тиш в 1988 году.

## Карьера
Шнауц начал свою карьеру на различных производственных работах. Его первый сценарий был назван "Spirits in Passing". Но в конечном счёте он присоединился к Винсу Гиллигану в составы сценаристов сериала «Секретные материалы» и его спин-оффа, «Одинокие стрелки». Также был соавтором сценария фильма «Отис» (2008) и телевизионного фильма «Инфекция» (2008). В 2010 году он воссоединился с Гиллиганом в сериале «Во все тяжкие», где остался до завершения шоу в 2013 году.
В настоящее время Шнауц работает в качестве соисполнительного продюсера телесериала «Лучше звоните Солу» и написал сценарий к его третьему эпизоду "Начо". Он также написал сценарий и снял "Пименто", предпоследний эпизод первого сезона шоу, который получил похвалу от критиков. В апреле 2015 года сообщили, что его назначили написать сценарий для "переосмысленного взгляда" на историю «Джек и бобовый стебель», где продюсером также будет Винс Гиллиган.

## Награды и номинации
Он выиграл две премии Гильдии сценаристов США за свою работу над «Во все тяжкими» как часть состава сценаристов в 2012 и 2013 гг. Также был номинирован на премию «Эмми» за лучший сценарий драматического сериала за эпизод «Во все тяжкие» 2012 года "Произнеси моё имя".